# Миклавж на Дравскем Пољу
Миклавж на Дравскем Пољу (словен. Miklavž na Dravskem polju) је градић и управно средиште истоимене општине Миклавж на Дравскем Пољу, која припада Подравској регији у Републици Словенији.
По попису становништва из 2011. године, насеље Миклавж на Дравскем Пољу имало је 3.854 становника.